# 佳久創
佳久 創（かく そう、1990年10月28日 - ）は、日本の俳優、元ラグビー選手。愛知県名古屋市出身。アクロスエンタテインメント所属。父は中日ドラゴンズや台湾プロ野球で活躍した元プロ野球選手の郭源治。

## 来歴

### ラグビー選手時代
小学生のころまでは父親と同じく投手として野球をプレー。愛知中学校・高等学校に入学。
顧問の誘いで中学3年生のころからラグビーを始める。高校3年生時に7人制ラグビーの東海選抜に選ばれ、全国準優勝を果たす。
高校卒業後は明治大学法学部に進学。2011年8月、7人制ラグビーの日本選抜のメンバーとして参加した「上海セブンズ」で左膝前十字靭帯を断裂する大怪我を負い、競技への復帰には約11か月を要した。復帰後の2012年には15人制ラグビーの日本代表の練習にも参加した。
卒業後はトヨタ自動車ヴェルブリッツに入団し、2年間（2013年 - 2015年）在籍。大学時代の怪我の影響が大きく、2015年にラグビー選手を引退した。

### 芸能活動時代
ラグビー選手引退時のインタビューでは社業に専念すると答えていたが、社会人経験を経て2015年末より名古屋市で行われるアーティストイベント「CentRal Voice Wave」にKAKU名義で出演し、俳優として活動を始める。
当初はボーカリスト枠としての参加だったとされるが、2016年2月にミヤジシンゴと漫才コンビ「ピグマリオンコウカ」を結成し、以降はコンビで同イベントに出演。結成年にはM-1グランプリ2016に挑戦しているが、1回戦で敗退している。
上記イベントのプロデュースを務めるレイズイングループの関連企業である芸能事務所・アクロスエンタテインメントに2017年7月より準預かりとして所属。レイズイングループが運営する声優アーティスト養成所の声遊塾名古屋とR&A VOICE ACTORS ACADEMYに通って演技を学び、その後は預かりに昇格。現在は正所属に昇格している。2018年にはモブ役ではあるが声優としてテレビアニメの出演も経験した。
その後は俳優業をメインに活動。テレビドラマの端役として出演を続けていたが、2019年1月にNHK BSプレミアムに放送された単発ドラマ『キミに最後の別れを 〜永遠なれ ラグビーの青春〜』では元ラグビー選手の経験を生かし、東大ラグビー部員役のメインキャストとして出演を果たす。同年7月よりTBSで放送の連続ドラマ『ノーサイド・ゲーム』では自身初の連続ドラマレギュラーキャストを務める。また、このドラマもラグビーが舞台となっている。
2019年8月8月放送の『櫻井・有吉THE夜会』（TBS）でバラエティ番組初出演。この放送では佳久と同じく親が有名人で『ノーサイド・ゲーム』で共演した眞栄田郷敦（父親が千葉真一）、林家たま平（父親が9代目林家正蔵）、村田琳（母親が蓮舫）の3人とともに「二世俳優」として出演した。9月6日放送の『爆報! THE フライデー』（TBS）では父・郭源治とテレビ初共演を果たした。
2023年3月5日から2024年2月25日まで放送されたスーパー戦隊シリーズ『王様戦隊キングオージャー』にカグラギ・ディボウスキ / ハチオージャー役でレギュラー出演した。

## 人物
台湾原住民族のアミ族である元プロ野球選手の父・郭源治と、日本人の母のハーフ。双子の兄は元社会人野球選手の佳久耀で、他に姉と妹がいる。「佳久」という苗字は父親が日本に帰化した際につけた苗字である。
趣味は、ラグビー、筋トレ、映画鑑賞、WWE観戦。明るい性格。
ラグビー選手から俳優に転向した異色の経歴だが、父親の郭源治によると、元々俳優業にも興味があったといい、小さいころには兄・耀と芝居ごっこをして遊んでいたという。
2022年の大河ドラマ『鎌倉殿の13人』で武蔵坊弁慶役を演じることが決まった際には、元々の体重が88キログラムだったところ、役作りのために115キログラムまで増量した。

## 出演

### テレビドラマ
- ヘッドハンター（2018年、テレビ東京）[26]
- 今日から俺は!! 第2話（2018年10月21日、日本テレビ）[27]
- 神ノ牙-JINGA- 第7話（2018年11月16日、TOKYO MX）[28]
- サイレント・ヴォイス 行動心理捜査官・楯岡絵麻 第9話（2018年12月15日、BSテレ東） - 八坂宜弘 役[29]
- レ・ミゼラブル 終わりなき旅路（2019年1月6日、フジテレビ）[30]
- キミに最後の別れを 〜永遠なれ ラグビーの青春〜（2019年1月12日、NHK BSプレミアム） - チン 役[31][32][33]
- ミストレス〜女たちの秘密〜 第5話・第9話（2019年5月17日・6月14日、NHK総合）[34]
- コンフィデンスマンJP 運勢編（2019年5月18日、フジテレビ）[35]
- ストロベリーナイト・サーガ 第7話（2019年5月23日、フジテレビ） - 西堂組の部員・金田 役[36]
- ノーサイド・ゲーム（2019年7月 - 9月、TBSテレビ） - 里村亮太 役[37]
- ミス・ジコチョー〜天才・天ノ教授の調査ファイル〜 第7話（2019年11月29日、NHK総合）
- 週末オトコ温泉同行会～温泉オタクと元ヤンの青春温泉物語～（2020年1月25日、テレビ大阪） - 佐野龍太郎 役[38]
- ひみつ×戦士 ファントミラージュ! 第44話（2020年2月9日、テレビ東京） - 佐藤 役
- 映像研には手を出すな!（2020年4月 - 5月、MBSテレビ） - 古夫 役[39]
- 仮面ライダーゼロワン 第33話（2020年4月26日、テレビ朝日） - ラブチャン 役[40]
- 行列の女神～らーめん才遊記〜 第5話（2020年5月18日、テレビ東京） - 畑中 役[41]
- 大河ドラマ（NHK） 
  - 鎌倉殿の13人 第7回 - 第20回（2022年2月20日 - 5月22日） - 武蔵坊弁慶 役[25]
  - 豊臣兄弟!（2026年〈予定〉） - 藤堂高虎 役[42]
- パンドラの果実〜科学犯罪捜査ファイル〜 Season1 第5話（2022年5月21日、日本テレビ）- 大野茂樹 役
- クロステイル 〜探偵教室〜 第7話（2022年5月21日、東海テレビ・フジテレビ） - 片岡 役
- 王様戦隊キングオージャー（2023年3月5日 - 2024年2月25日、テレビ朝日） - カグラギ・ディボウスキ / ハチオージャー 役[43]
- ゲキカラドウ2 第7話（2023年5月19日、テレビ東京） - 古村義人 役[44]
- 晩酌の流儀3 第2話（2024年7月6日、テレビ東京） - 加藤 役[45]
- 私たちが恋する理由（2024年10月12日 - 12月21日、テレビ朝日） - 大島蛍 役[46]
- 問題物件 第3話（2025年1月29日、フジテレビ） - 勝山和也 役[47]
- 藤子・F・不二雄 SF短編ドラマ シーズン3「異人アンドロ氏」（2025年3月27日、NHK BSプレミアム4K）[48]
- 人事の人見 第10話　(2025年6月10日、フジテレビ)  -牛島敦弘 役

### テレビバラエティ
- 花園を目指す君へ～ラグビーW杯戦士からのエール～（2019年12月16日、MBSテレビ）VTR出演
- お国自慢バラエティー被告人名古屋 (2024年8月23日、NHK総合(東海4県）、2024年9月8日NHK総合「ドキュメント20min.」） - 主演・被告人名古屋 役

### ウェブドラマ
- トドメのパラレル（2018年、Hulu）[26]
- マヒルについて（2019年2月1日、DMM.com）[49]
- 全裸監督（2019年8月8日、Netflix）
- サンクチュアリ -聖域-（2023年5月4日、Netflix） - 龍谷龍貴 役[50]
- 王様戦隊キングオージャー IN SPACE（2024年11月10日、東映特撮ファンクラブ） - カグラギ・ディボウスキ / ハチオージャー 役[51]

### 映画
- 映像研には手を出すな!（2020年9月25日公開、東宝映像事業部、監督：英勉） - 古夫 役
- 無頼（2020年12月12日公開、チッチオフィルム、監督：井筒和幸）
- ある用務員（2021年1月29日公開、キグー、監督：阪元裕吾）[52]
- 妖怪大戦争 ガーディアンズ（2021年8月13日公開、東宝 / KADOKAWA、監督：三池崇史） - 佳久鬼 役
- 映画 王様戦隊キングオージャー アドベンチャー・ヘブン（2023年7月28日公開、東映、監督：上堀内佳寿也） - カグラギ・ディボウスキ / ハチオージャー 役[53]
- キングダム シリーズ（東宝 / ソニー・ピクチャーズ エンタテインメント、監督：佐藤信介） - 竜川 役[54]
  - キングダム 運命の炎（2023年7月28日公開）
  - キングダム 大将軍の帰還（2024年7月12日公開）
- 闇金ドッグスX（2024年8月10日映画・チャンネルNECOにて放送、AMGエンタテインメント日活、監督：西海謙一郎） - 主演・真田一兵 役
- 八犬伝（2024年10月25日公開、キノフィルムズ、監督：曽利文彦） - 犬田小文吾 役[55]
- サラリーマン金太郎（ライツキューブ、監督：下山天）[56]
  - 【暁】編（2025年1月10日公開）
  - 【魁】編（2025年2月7日公開予定）

### 短編映画
- おしゃれして行こう!（2018年、監督：四季涼）　※ビューティフルエンジェル「belulu」ブランデッドショートムービー[57]

### 配信映画
- Broken Rage（2025年配信予定、Amazon Prime Video）[58]

### オリジナルビデオ
- スーパー戦隊シリーズ（東映ビデオ） - カグラギ・ディボウスキ / ハチオージャー 役
  - 王様戦隊キングオージャーVSドンブラザーズ（2024年10月9日）[59]
  - 王様戦隊キングオージャーVSキョウリュウジャー（2024年10月9日）[60]
  - 爆上戦隊ブンブンジャーVSキングオージャー（2025年10月29日）[61]

### 舞台
- なめくじ劇場LIVE4（2018年4月13日 - 15日、サラヴァ東京）[62]
- B.S（2018年7月19日 - 23日、Air studio）[注 2][63]
- スーパー戦隊シリーズ - カグラギ・ディボウスキ / ハチオージャー 役
  - 王様戦隊キングオージャーショー 真なる邪悪の王降臨?!伝説の力がチキューを滅ぼす!（2024年1月6日 - 28日、シアターGロッソ）[64]
  - 王様戦隊キングオージャーショー 王様、この地に集う!（2024年2月3日 - 3月17日、シアターGロッソ）[65]
  - 王様戦隊キングオージャー ファイナルライブツアー2024（2024年3月31日、静岡市民文化会館 / 4月7日、札幌文化芸術劇場 hitaru / 4月14日、仙台サンプラザホール / 4月21日、新潟県民会館 / 4月27日・28日、Niterra日本特殊陶業市民会館 / 5月11日、広島文化学園HBGホール / 5月12日、福岡サンパレス / 5月18日・19日、オリックス劇場）[66]

### テレビアニメ
- ぐらんぶる（2018年、ラグビーB）

### CM
- ジレットジャパン フュージョン5+1 プロシールド「ジレットが、ラグビー日本代表を応援」（2019年）[67]
- J:COM「わたしの見たい!!が、あるTV。ラグビー・アニメ」篇

### 玩具
- 王様戦隊キングオージャー オージャカリバー -MEMORIAL EDITION-（2024年11月27日）
- 王様戦隊キングオージャー MEMORIALIZE DATA CARD（2024年12月23日）

## ディスコグラフィ

### キャラクターソング
| 発売日       | 商品名                                              | 歌                                              | 楽曲           | 備考                                               |
| ------------ | --------------------------------------------------- | ----------------------------------------------- | -------------- | -------------------------------------------------- |
| 2024年2月7日 | 王様戦隊キングオージャー キャラクターソングアルバム | ハチオージャー/カグラギ・ディボウスキ（佳久創） | 「仰天珍道中」 | 特撮テレビドラマ『王様戦隊キングオージャー』関連曲 |